# Жолобний
Жолобний (пол. Żołobny) — гірський потік в Україні, у Дрогобицькому районі Львівської області у Галичині. Лівий доплив Уличанки, (басейн Дністра).

## Опис
Довжина потоку 8 км, найкоротша відстань між витоком і гирлом — 5,35 км, коефіцієнт звивистості потоку — 1,50. Формується багатьма безіменними гірськими струмками. Потік тече у межах частини Українських Карпат.

## Розташування
Бере початок на північно-західній стороні від гори Белеїв (775 м) на північно-західній стороні від села Зимівки. Тече переважно на північний схід мішаним лісом через урочище Янчурки і на західній стороні від села Доброгостів впадає у річку Уличанку, ліву притоку Колодниці.